# فرد نيوتن
فرد نيوتن (بالإنجليزية: Fred Newton)‏ هو لاعب اتحاد الرغبي نيوزيلندي، ولد في 7 مايو 1881 في كرايستشرش في نيوزيلندا، وتوفي في 10 ديسمبر 1955.

## وصلات خارجية
- فرد نيوتن عل موقع إسبنسكروم (الإنجليزية)